# Уайтинг (Мэн)
Уайтинг (англ. Whiting) — таун в округе Вашингтон в штате Мэн в США. Ранее поселение называлось Оринджтаун-Плантейшн. Город был инкорпорирован в 1825 году и получил название в честь Тимоти Уайтинга, землевладельца и члена Легислатуры Мэна. По данным переписи 2020 года население города составляет 482 человека.

## История
Первым белым поселенцем в этом районе в 1780 году стал полковник Джон Крейн, участник Бостонского чаепития. В феврале 1825 года поселение Оринджтаун-Плантейшн было инкорпорировано и получило статус города. Его назвали в честь Тимоти Уайтинга, землевладельца и члена Легислатуры штата Мэн. В конце XIX века основными источниками дохода города были заготовка сена и выращивание картофеля, на его территории располагалось две лесопилки.

## География
На западе территория Уайтинга граничит с заливом Мачиас, в восточной его части — с бухтой Уайтинг, куда впадает река Ориндж.
Основная застройка сосредоточена на пересечении шоссе №1, идущего от границы с Канадой вдоль Восточного побережья США, и шоссе штата Мэн №189, соединяющего Уайтинг с расположенным восточнее Лубеком.

## Демография
Численность населения города сохраняется на примерно одном уровне с середины XIX века. В 1850 году здесь проживало 470 человек, в 1900 году — 399 человек, в 2000 году — 430 человек. Минимальной она была в 1970-х годах, когда в Уайтинге было 269 жителей. По данным переписи населения 2020 года в городе живёт 482 человека. Доля жителей старше 65 лет составила 26,5 %, моложе 18 лет — 14,3 %. Средний возраст жителей Уайтинга составляет 51,3 год.
Средний доход домашнего хозяйства в Уайтинге на 2019 год составляет 52 917 долларов США. Уровень занятости составляет 54,5 %. Более половины трудоустроенных жителей работают в частных компаниях. Основными сферами занятости являются образование, здравоохранение и социальное обеспечение.